# Trofeo Alfredo Binda-Comune di Cittiglio 2016
18. edycja kobiecego wyścigu kolarskiego Trofeo Alfredo Binda-Comune di Cittiglio, która odbyła się 20 marca 2016 roku w gminie Cittiglio we Włoszech. Zwyciężczynią, drugi rok z rzędu, została mistrzyni świata Brytyjka Elizabeth Armitstead, wyprzedzając Amerykankę Megan Guarnier oraz Szwajcarkę Jolandę Neff.
Był to trzeci w sezonie wyścig cyklu UCI Women’s World Tour, będącym serią najbardziej prestiżowych zawodów kobiecego kolarstwa.

## Wyniki
| M-ce | Imię i nazwisko      | Kraj              | Drużyna            | Czas       |
| ---- | -------------------- | ----------------- | ------------------ | ---------- |
| 1.   | Elizabeth Armitstead | Wielka Brytania   | Boels Dolmans      | 3h 11' 10" |
| 2.   | Megan Guarnier       | Stany Zjednoczone | Boels Dolmans      | + 1"       |
| 3.   | Jolanda Neff         | Szwajcaria        | Servetto Footon    | + 4"       |
| 4.   | Emma Johansson       | Szwecja           | Wiggle High5       | + 4"       |
| 5.   | Alena Amialiusik     | Włochy            | Canyon-SRAM        | + 4"       |
| 6.   | Anna van der Breggen | Holandia          | Rabo Liv           | + 4"       |
| 7.   | Katarzyna Niewiadoma | Polska            | Rabo Liv           | + 11"      |
| 8.   | Annemiek van Vleuten | Holandia          | Orica-AIS          | + 39"      |
| 9.   | Lauren Kitchen       | Australia         | Hitec Products     | + 39"      |
| 10.  | Giorgia Bronzini     | Włochy            | Wiggle High5       | + 39"      |
|      |                      |                   |                    |            |
| 17.  | Małgorzata Jasińska  | Polska            | Alé Cipollini      | + 1' 06"   |
| 27.  | Eugenia Bujak        | Polska            | BTC City Ljubljana | + 1' 06"   |
| 38.  | Anna Plichta         | Polska            | BTC City Ljubljana | + 1' 06"   |
| DNF  | Katarzyna Pawłowska  | Polska            | Boels Dolmans      | –          |